# Polo aquático nos Jogos Sul-Americanos de 2010
Os torneios de polo aquático nos Jogos Sul-Americanos de 2010 ocorreram entre 20 e 25 de março na Piscina Olímpica Horacio Martínez, na cidade de Copacabana. Foram disputados os torneios masculino e feminino.

## Calendário
| Março         | 17 | 18 | 19 | 20 | 21 | 22 | 23 | 24 | 25 | 26 | 27 | 28 | 29 | 30 | T |
| ------------- | -- | -- | -- | -- | -- | -- | -- | -- | -- | -- | -- | -- | -- | -- | - |
| Polo aquático |    |    |    |    |    |    |    |    | 2  |    |    |    |    |    | 2 |

## Medalhistas
| Evento    | Ouro | Prata | Bronze |
| Masculino | Hernan Mazzini Ramiro Veich Brian Carabantes Eduardo Bonomo Emanuel Lopez Bruno Testa Juan Pablo Montane Gonzalo Echenique Ivan Carabantes Ramiro Gil Oscar Maroni Pablo Waisman Franco Testa ARG Argentina | Elkin Buitrago Andres Aguilar Ramirez Jorge Montoya Toro Juan Pablo Guapacha Jhon Andrade Nelson Bejarano Andres Hernandez Diaz Jairo Felipe Lizarazo Sergio Correa Juan Felipe Giraldo Jorge Rincon Juan Felipe Echeverry Enzo Salinas Hernandez COL Colômbia | Luis Santos Joao Coelho Henrique Carvalho Gustavo Coutinho Marcelo Franco Gustavo Guimarães Felipe Silva Jonas Crivella Bernardo Rocha Bruno Nolasco Gabriel Rocha Danilo Correa Vinicius Antonelli BRA Brasil                 |
| Feminino  | Tess Oliveira Cecilia Canetti Gabriela Gozani Carolina Mello Catherine Oliveira Cristina Beer Luiza Carvalho Fernanda Lissoni Flavia Vigna Maria Amaro Mirela Coutinho Manuela Canetti BRA Brasil           | Lorena Godoy Alexandra Carangelo Mildre Ramirez Franjelis Pitter Francheska Pérez Thais Suarez Rocio Galué Adriana Fernandez Yineldy Arauto Arelis Rivas Gregory Aguillar Patsi Alas Soleilin Martinez VEN Venezuela                                           | Maria Soledad Rodriguez Laura Font Cora Masip Manuela Lopez Coton Gisela Perez Ximena Mascia Julieta Kruger Carla Comba Mariela de Virgilio Paula Melano Mariana Cialzeta Rocio de Virgilio Aldana Videberrigain ARG Argentina |

## Resultados
| Equipe    | J | V | D | E | GF | GC  | SG  | Pts |
| --------- | - | - | - | - | -- | --- | --- | --- |
| Argentina | 5 | 5 | 0 | 0 | 72 | 25  | +47 | 10  |
| Brasil    | 5 | 3 | 1 | 1 | 82 | 27  | +55 | 7   |
| Colômbia  | 5 | 3 | 1 | 1 | 75 | 34  | +41 | 7   |
| Venezuela | 5 | 2 | 3 | 0 | 55 | 38  | +17 | 4   |
| Peru      | 5 | 0 | 4 | 1 | 20 | 91  | -71 | 1   |
| Equador   | 5 | 0 | 4 | 1 | 18 | 107 | -89 | 1   |

| Dia         | Horário     | Jogo        | Jogo        | Jogo |
| 20 de março | 20 de março | 20 de março | 20 de março |      |
| ----------- | ----------- | ----------- | ----------- | ---- |
| 17:00       | Brasil      | 10-4        | Venezuela   |      |
| 18:30       | Argentina   | 24-1        | Equador     |      |
| 20:00       | Colômbia    | 21-3        | Peru        |      |
| 21 de março |             |             |             |      |
| 17:00       | Equador     | 3-29        | Brasil      |      |
| 18:30       | Venezuela   | 17-3        | Peru        |      |
| 20:00       | Argentina   | 8-7         | Colômbia    |      |
| 22 de março |             |             |             |      |
| 8:00        | Peru        | 1-25        | Brasil      |      |
| 9:30        | Venezuela   | 6-13        | Argentina   |      |
| 11:00       | Colômbia    | 26-3        | Equador     |      |
| 17:00       | Argentina   | 20-5        | Peru        |      |
| 18:30       | Equador     | 3-20        | Venezuela   |      |
| 20:00       | Brasil      | 12-12       | Colômbia    |      |
| 23 de março |             |             |             |      |
| 17:00       | Brasil      | 6-7         | Argentina   |      |
| 18:30       | Peru        | 8-8         | Equador     |      |
| 20:00       | Colômbia    | 9-8         | Venezuela   |      |

|  | Semifinais  | Semifinais  |   |             | Final          | Final |  |
|  |             |             |   |             |                |       |  |
|  | 24 de março |             |   |             |                |       |  |
|  | Argentina   | 8           |   |             |                |       |  |
|  | Venezuela   | 7           |   |             |                |       |  |
|  |             |             |   |             |                |       |  |
|  |             |             |   |             | 25 de março    |       |  |
|  |             |             |   |             | Argentina      | 8     |  |
|  |             | Colômbia    | 7 |             |                |       |  |
|  |             |             |   |             |                |       |  |
|  |             |             |   |             |                |       |  |
|  |             |             |   |             | Terceiro lugar |       |  |
|  | 24 de março | 24 de março |   | 25 de março | 25 de março    |       |  |
|  | Brasil      | 4           |   | Venezuela   | 3              |       |  |
|  | Colômbia    | 6           |   |             | Brasil         | 11    |  |

|  | Decisão do 5º lugar |         |   |
|  |                     |         |   |
|  | Peru                | Peru    | 7 |
|  | Equador             | Equador | 6 |

| Pos. | Equipe        |
| ---- | ------------- |
|      | ARG Argentina |
|      | COL Colômbia  |
|      | BRA Brasil    |
| 4    | VEN Venezuela |
| 5    | PER Peru      |
| 6    | ECU Equador   |

| Equipe    | J | V | D | E | GF | GC | SG  | Pts |
| --------- | - | - | - | - | -- | -- | --- | --- |
| Brasil    | 3 | 3 | 0 | 0 | 36 | 19 | +17 | 6   |
| Argentina | 3 | 2 | 1 | 0 | 29 | 26 | +3  | 4   |
| Venezuela | 3 | 1 | 2 | 0 | 21 | 28 | -7  | 2   |
| Colômbia  | 3 | 0 | 3 | 0 | 22 | 35 | -13 | 0   |

| Dia         | Horário     | Jogo        | Jogo        | Jogo |
| 20 de março | 20 de março | 20 de março | 20 de março |      |
| ----------- | ----------- | ----------- | ----------- | ---- |
| 14:00       | Argentina   | 9-12        | Brasil      |      |
| 15:30       | Colômbia    | 9-10        | Venezuela   |      |
| 21 de março |             |             |             |      |
| 14:00       | Venezuela   | 7-9         | Argentina   |      |
| 15:30       | Brasil      | 14-6        | Colômbia    |      |
| 22 de março |             |             |             |      |
| 14:00       | Brasil      | 10-4        | Venezuela   |      |
| 15:30       | Argentina   | 11-7        | Colômbia    |      |

|  | Semifinais  | Semifinais  |   |             | Final          | Final |  |
|  |             |             |   |             |                |       |  |
|  | 23 de março |             |   |             |                |       |  |
|  | Brasil      | 15          |   |             |                |       |  |
|  | Colômbia    | 6           |   |             |                |       |  |
|  |             |             |   |             |                |       |  |
|  |             |             |   |             | 25 de março    |       |  |
|  |             |             |   |             | Brasil         | 15    |  |
|  |             | Venezuela   | 4 |             |                |       |  |
|  |             |             |   |             |                |       |  |
|  |             |             |   |             |                |       |  |
|  |             |             |   |             | Terceiro lugar |       |  |
|  | 23 de março | 23 de março |   | 25 de março | 25 de março    |       |  |
|  | Argentina   | 9           |   | Colômbia    | 8              |       |  |
|  | Venezuela   | 10          |   |             | Argentina      | 13    |  |

| Pos. | Equipe        |
| ---- | ------------- |
|      | BRA Brasil    |
|      | VEN Venezuela |
|      | ARG Argentina |
| 4    | COL Colômbia  |